# Jockey Club de París
El Jockey Club de París fue una sociedad elitista que inició su andadura en la Francia del siglo XIX, se fundó en 1750. Hoy en día, el club sigue existiendo en el número 2 de la Rue Rabelais y alberga la Federación Internacional de Autoridades de Carreras (International Federation of Racing Authorities).

## Inicios
El Jockey Club de París fue originalmente creado como la Sociedad para el Fomento de la Mejora de la cría de caballos en Francia (Society for the Encouragement of the Improvement of Horse Breeding in France), para dotar al país de una autoridad en carreras de caballos.

## Estructura interna
El Jockey Club está dirigido por un comité integrado por el presidente, cuatro vicepresidentes y veinticinco miembros. Los nuevos miembros son esponsorizados por dos miembros antiguos y deben recibir los votos de al menos cinco sextos del Club, teniendo en cuenta que un voto negativo anula cinco votos favorables.

## Presidentes
- Lord Henry Seymour-Conway: 1834-1835
- Anne-Édouard de Normandie: 1835-1836
- Napoléon-Joseph Ney, príncipe de la Moskowa: 1836-1849
- Comte Achille Delamarre: 1849-1853
- Armand de Gontaut-Biron, marqués de Saint Blancard: 1853-1884
- Sosthènes de La Rochefoucauld, duque de Doudeauville: 1884-1908
- Aymeri, duque de Montesquiou-Fezensac: 1908-1914
- Elie, conde de Avaray: 1914-1919
- Armand de la Rochefoucauld, duque de Doudeauville: 1919-1962
- Philippe, duque de Luynes: 1962-1977
- Charles de Cossé, duque de Brissac : 1977-1985
- Alexandre de La Rochefoucauld, duque de Estissac: 1985-1997
- François de Cossé, duque de Brissac: 1997-2014.
- Roland du Luart, marqués de Luart: 2014 al presente.

## Miembros célebres
- Marcel Proust (1871-1922), afamado escritor francés.
- Marie Duplessis (1824-1847), célebre cortesana cuya vida inspiró la novela La dama de las camelias de Alexandre Dumas (hijo).